# Brangus
La race Brangus est une race bovine américaine. Le nom provient de la contraction de brahmane et angus.

## Origine
C'est un hybride de bœuf européen, Bos taurus, et de zébu, Bos taurus indicus. Cette race a été créée sur une station de recherche en Louisiane à partir de 1932. Il a été décidé de croiser les brahmanes aux qualités reconnues de résistance aux maladies tropicales et à la chaleur avec l'angus, race hautement productive et à la qualité de viande reconnue. En parallèle de nombreux éleveurs ont tenté le même croisement dans plus de 16 États des États-Unis et du Canada. Leur travail a été regroupé en 1949 lors de la création de l'ABBA, American Brangus Breeders Association. La race était née et avait un pedigree. Il est inchangé depuis et comprend autour de 3/8 de brahmane et 5/8 d'angus.
La race a essaimé dans tous les États du Littoral du Golfe du Mexique puis dans de nombreux pays à climat tropical humide.

## Morphologie
Il porte une robe uniforme noire (black brangus) ou rouge (red brangus) en fonction de l'origine des angus (black ou red). Ils ne portent pas de cornes. Leur allure emprunte peu à l'esthétique des zébus: pas de bosse, ni de cornes, juste une peau plus lâche que celle des bovins européens.   

## Aptitude
Il n'a été créé que pour sa valeur bouchère. Les qualités reconnues du brangus sont :
- bonnes qualités maternelles: fertilité, précocité, facilité de vêlage et bonne lactation ;
- résistance aux difficultés tropicales: peu de perte de poids en période sèche et bonne acclimatation au chaud comme au froid en plein air intégral ;
- race adaptée à une nourriture riche (grande performances) ou à des pâtures maigres. (rendement honorable, supérieur à beaucoup d'autres races) ;
- prise de poids rapide des veaux, bien adaptée à l'engraissement en feed lots.

## Notes et références

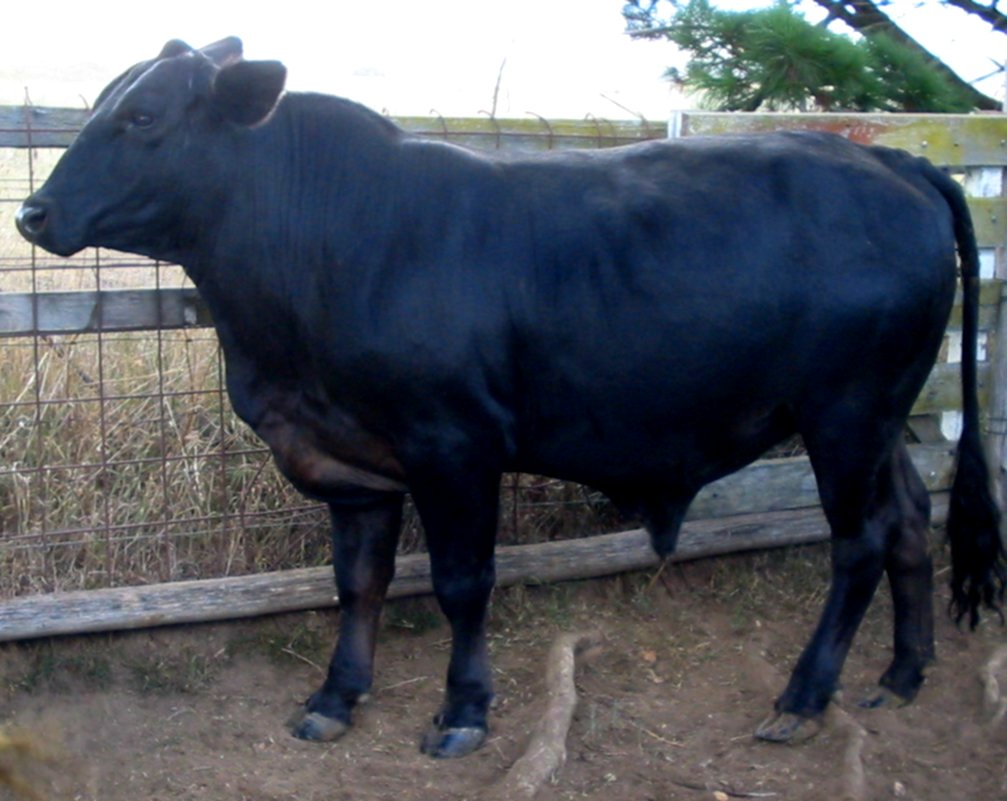
Black brangus australienne.